# James Schamus
James Allan Schamus (né en 1959) est un producteur américain et scénariste de film. Il est également professeur à l'université de Californie à Berkeley.

## Biographie
James Schamus a obtenu une licence en 1982, une maîtrise en 1987, et un doctorat en 2003.[Lesquelles ?]
James Schamus a collaboré avec Ang Lee sur tous ses films à partir de 1992. Il a obtenu une nomination aux Oscars pour la meilleure adaptation de scénario avec Tigre et Dragon.
Il a écrit des scènes de Pushing Hands, puis a été le producteur de Garçon d'honneur, de Salé, sucré puis le coproducteur de Raison et sentiments, qui a obtenu l'Ours d'or au Festival de Berlin 1996, le Golden Globe du meilleur film et l’Oscar du meilleur scénario d’adaptation. James Schamus a été nommé aux Oscars dans les catégories Meilleure Adaptation et Meilleure Chanson originale. Grâce au film Tigre et Dragon il a obtenu quatre Oscars.
The Ice Storm lui a valu le Prix du scénario au Festival de Cannes 1997.
En 2014, il est président du jury de la Berlinale 2014.
En 2016 sort le premier film qu'il réalise, Indignation, présenté en section parallèle à la Berlinale 2016.

## Filmographie
Sauf indication contraire, les informations mentionnées dans cette section peuvent être confirmées par la base de données cinématographiques IMDb,  présente dans la section « Liens externes ».

### Réalisateur
- 2016 : Indignation

### Scénariste
- 1992 : Pushing Hands (Tui Shou) d'Ang Lee
- 1993 : Garçon d'honneur (喜宴, Xi yan) d'Ang Lee
- 1994 : Salé, Sucré (饮食男女, Yin shi nan nu) d'Ang Lee
- 1997 : Ice Storm (The Ice Storm) d'Ang Lee
- 1999 : Chevauchée avec le diable (Ride with the Devil) d'Ang Lee
- 2000 : Tigre et Dragon (臥虎藏龍, Wò Hǔ Cáng Lóng) d'Ang Lee
- 2003 : Hulk d'Ang Lee
- 2007 : Lust, Caution (色、戒, en pinyin Sè, Jiè) d'Ang Lee
- 2009 : Hôtel Woodstock (Taking Woodstock) d'Ang Lee
- 2016 : Indignation de lui-même
- 2022 : The King's Daughter de Sean McNamara
- 2025 : The Wedding Banquet d'Andrew Ahn

### Producteur
- 1997 : Ice Storm (The Ice Storm) d'Ang Lee
- 1999 : Chevauchée avec le diable (Ride with the Devil) d'Ang Lee
- 2000 : Tigre et Dragon (臥虎藏龍, Wò Hǔ Cáng Lóng) d'Ang Lee (producteur exécutif)
- 2003 : Hulk d'Ang Lee
- 2005 : Le Secret de Brokeback Mountain (Brokeback Mountain) d'Ang Lee
- 2016 : Seul dans Berlin (Alone in Berlin / Jeder stirbt für sich allein) de Vincent Perez
- 2025 : The Wedding Banquet d'Andrew Ahn